# Агиос Спиридонас (Беотия)
Агиос Спиридонас (греч. Άγιος Σπυρίδωνας — буквально Святой Спиридон) — деревня в Греции. Деревня находится в Беотии.
До 1927 года село называлось Вранези (греч. Βρανέζι). Старая этимология его имени славянская и происходит от «вороны».